# 4. Cserkész Világdzsembori

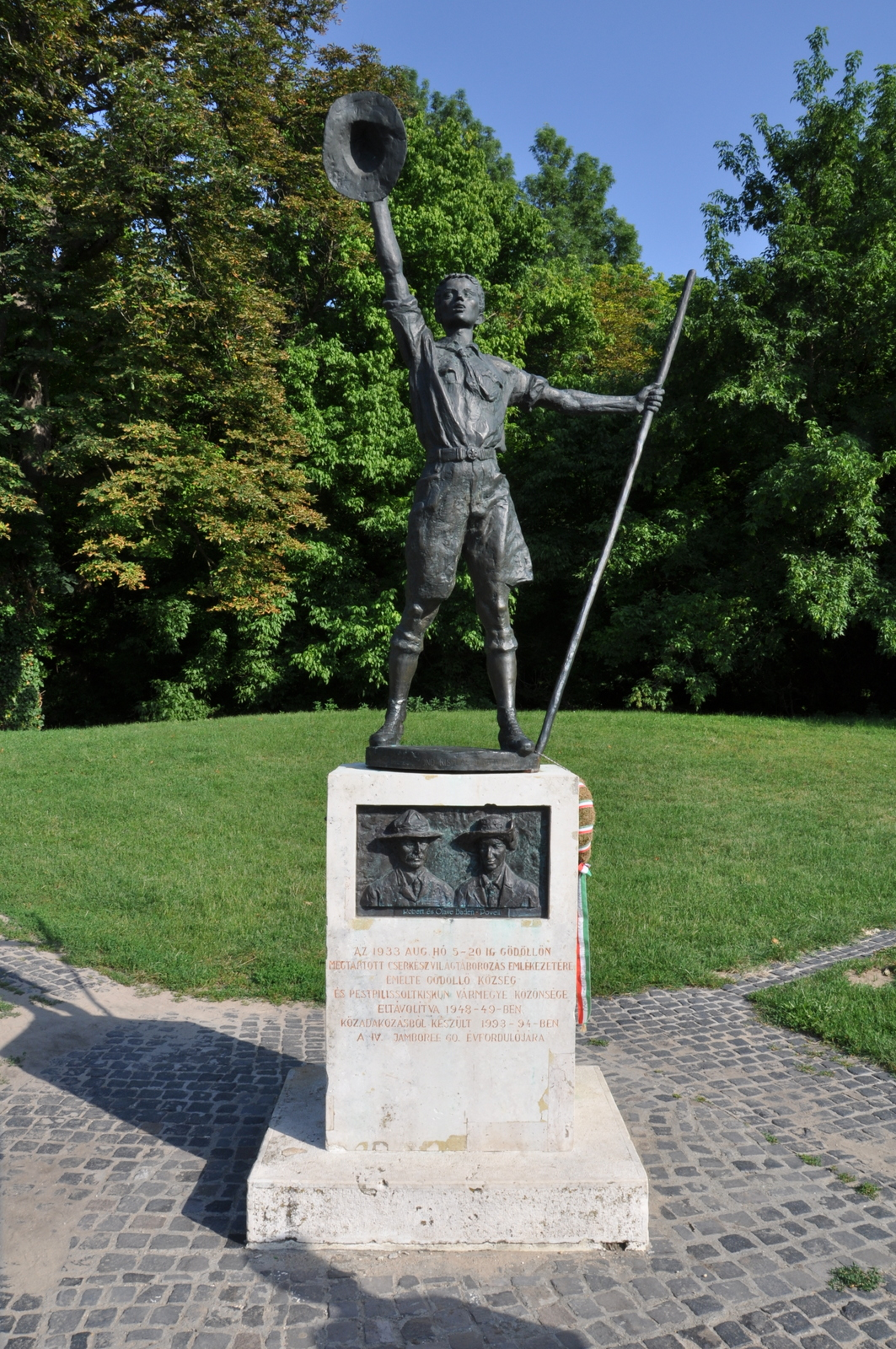
A dzsembori emlékére állított szobor Gödöllőn, Kisfaludi Strobl Zsigmond Cserkészfiú című, 1929-ben készült kisplasztikájának felnagyítását Paál István készítette el, amelyet 1994. április 24-én lepleztek le

A 4. Cserkész Világdzsembori egy 1933. augusztus 2. és 15 között, Magyarországon, Gödöllőn megrendezett cserkésztalálkozó (dzsembori) volt.
A rendezvényen 54 ország 26 000 cserkésze (ennek kb. fele magyar) vett részt.
Ez volt az első nemzetközi találkozó, ahol repülőscserkészek is részt vettek.
A tábor jelvénye a magyar mitológiából ismeretes csodaszarvas (külföldön fehér szarvas néven vált ismertté) volt.
Erről BiPi így szólt a dzsemboris búcsúbeszédében:
„Mindegyiktek hordja a Magyar Fehér Csodaszarvas jelvényét. Kívánságom, hogy őrizzétek e jelet és emlékezzetek arra, mikor elmentek innen. Az ősmagyarok követték a csodaszarvast s ez a Boldogság ösvényére vezette őket. A Fehér Szarvast a cserkészjellem szimbólumának tekinthetjük. Ez vezet benneteket szembenézve új kalandokkal, melyekre a cserkészet céljainak követése közben akadtok.”

## Előzmények

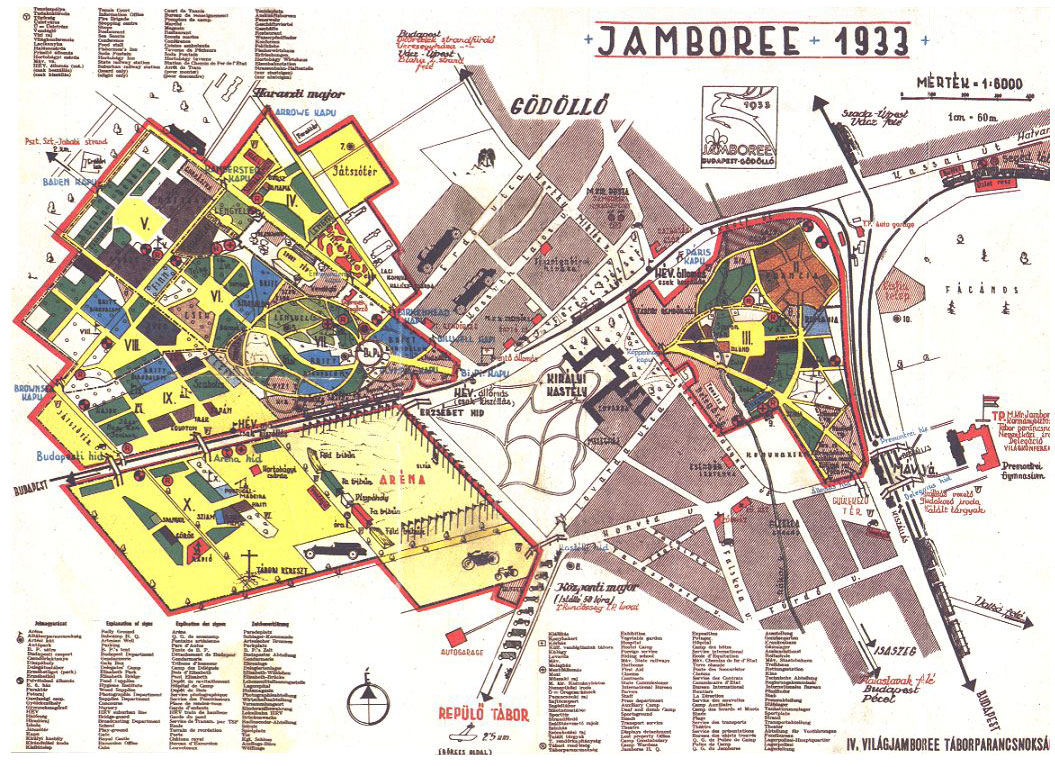
Az 1933-ban, Gödöllőn megrendezett 4. Cserkész Világdzsembori tájékoztató térképe

Az 1933-as dzsembori jelvénye, rajta a csodaszarvas

1926 augusztusában a Kanderstegben ülésező IV. Cserkész-Világkonferencián a Csehszlovák Cserkészszövetség meghívta a következő, 1929-es világdzsemborit Prágába. A magyar delegáció vezetője – egy gyors hazai engedélykérés után – ezt szintén megtette. Ám a konferencia végül Angliát választotta a rendezvény házigazdájának, mivel ezen év volt a cserkészet "nagykorúságának" esztendeje. Az 1929-es Birkenheadi V. Világkonferencián mindkét meghívást megismételték, majd az 1931-es badeni konferencián az amerikai, csehszlovák, holland, ausztrál és magyar meghívások közül hosszas vita után egyhangúlag a magyar mellett döntöttek. Ebben nem kis szerepet játszott a magyar cserkészek kiváló szereplése és példamutató magatartása az 1924-es, és a 29-es 2. és 3. világdzsemborin.